# Манкеева, Жамал Айткалиевна
Жамал Айткалиевна Манкеева (26.04.1950) — учёный в области лингвистики, казахстанский языковед, тюрколог, заведующий кафедрой лексикологии Института языкознания им. А. Байтурсынова МОН РК.

## Биография
Родилась 26 апреля 1950 года в совхозе «Чилик» Шынгырлауского района Западно-Казахстанской области.
С 1967 по 1972 год с отличием окончила филологический факультет Казахского государственного университета.
С 1977 г. работает в Институте языкознания им. А. Байтурсынова. Здесь она занимала такие ответственные должности, как исследователь, заведующий отделом языковой культуры, лексикологии и этнолингвистики.
В 1987 году защитила кандидатскую диссертацию на тему «Реконструкция мертвых корней глаголов в казахском языке».
В 1997 году защитила докторскую диссертацию на тему «Культурная лексика в казахском языке».
С 2001 года читает лекции по новым направлениям казахского языкознания в качестве профессора кафедры теории и методологии казахского языка Казахского национального педагогического университета им. Абая.
С 2001 г. — отв. редактор лингвистического журнала «Тілтаным».

## Научная деятельность
Ученый занимается исследованиями в следующих областях языкознания: тюркология; история морфологии; историческая лексикология; этнолингвистика; лингвокультурология; когнитивная лингвистика; лингвистика художественных текстов;лексикография. Под руководством ученого защищено 22 кандидатские и 1 докторская диссертации.
1. Реконструкция первичных корней глагольных основ казахского языка (1991)
2. Мәдени лексиканың ұлттық сипаты (1997)
3. Казахская грамматика. Фонетика, словообразование, морфология, синтаксис (2002 соавтор)
4. Когнитивные основы этнокультурных названий в казахском языке (2008)
5. Реконструкция древних корней казахского языка (2010)
6. Казахская филология: двойные основы (сборник научных статей — соавтор 2010)
7. Словарь казахского литературного языка (2006, TI; 2007, T.IV; 2008, T.XI, соавтор)
8. Учебник «Казахский язык» для 5 класса (2011 соавтор)
9. Проблемы казахского языкознания (2014) и др.

## Награды и звания
1. Доктор филологических наук (1997)
2. Профессор (2002)
3. Премия имени Чокана Валиханова